# Untold: Deal with the Devil
Untold: Deal with the Devil (Secretos del deporte: Pacto con el diablo en España y Al descubierto: Pacto con el diablo en Hispanoamérica) es una película documental biográfica estadounidense de 2021 realizada para Netflix y dirigida por Laura Brownson. La película es la segunda entrega de la serie de cinco partes Untold: documental. Su historia se centra en la carrera y la vida personal de la ex boxeadora profesional Christy Martin, incluida la aceptación de su propia sexualidad y violencia en su vida personal.